# Tobias Moretti
Pour les articles homonymes, voir Moretti.
Tobias Moretti, né Tobias Bloéb le 11 juillet 1959 est un acteur autrichien né à Gries am Brenner (Tyrol) . Il est notamment connu pour son interprétation du commissaire Richard Moser dans la série Rex, chien flic.

## Biographie et carrière
Tobias Moretti naît le 11 juillet 1959 à Gries am Brenner, dans le land du Tyrol, d'un père autrichien et d'une mère italienne. Il commence à étudier la composition au conservatoire de Vienne, puis se rend à Munich, où il fréquente l'académie d'art dramatique Otto Falkenberg, où naît sa passion pour le théâtre. Il travaille dans de nombreux registres avec Hans Lietzau, Dieter Dorn, Ingmar Bergman. Il fait partie de la compagnie sûre du théâtre Kammerspiele de Munich.
Il est marié depuis août 1997 avec Julia Wilhem, une hautboïste, avec qui il a trois enfants : Antonia, née en juillet 1998, Lenz, né le 14 février 2000 et Rosa Cäcilia, née en février 2011.

### Cinéma et télévision
En 1994, il intègre le casting de la série Rex, chien flic, dans le rôle du commissaire Richard Moser. Ce rôle, qu'il tient pendant quatre saisons aux côtés de Karl Markovics, Wolf Bachofner, Heinz Weixelbraun, Fritz Muliar et Gerhard Zemann, lui permet de gagner en popularité en Europe. Il quitte cependant la série en 1998, laissant sa place à Gedeon Burkhard.
Après avoir tenu le rôle principal du film Das ewige Lied de Franz Xaver Bogner aux côtés de Krista Posch en 1997, Moretti s'investit davantage au cinéma après son départ de la série Rex, chien flic, tournant dans de nombreux films tels que Nous n’irons plus au bois de Paolo Barzman aux côtés de Nastassja Kinski en 2002, L’Aigle et l’Enfant de Gerardo Olivares et Otmar Penker aux côtés de Jean Reno en 2016, ou encore Louis van Beethoven de Niki Stein, sorti en 2020 .
Il reste cependant actif à la télévision, tournant notamment dans le téléfilm L’homme à l’envers de Josée Dayan, diffusé en 2009.

### Théâtre et mise en scène[2]
En plus de ses rôles au cinéma, Tobias Moretti joue au théâtre sur des scènes de pays germanophones, notamment dans Jedermann au Festival de Salzbourg, d’abord dans le rôle du diable de 2002 à 2005, puis dans celui de Jedermann en 2017.
En 2001, il tient le rôle principal pour la première mondiale de Le Fou et sa femme ce soir dans Pancomedia de Botho Strauß au Schauspielhaus de Bochum, mis en scène par Matthias Hartmann.
En 2005, au Festival de Salsbourg, il tient le rôle-titre dans La Fortune et la Mort du roi Ottokar de Franz Grillparzer, mise en scène par Martin Kušej. De 2009 à 2012, il incarne Faust, mis en scène par Matthias Hartmann, au Burgtheater de Vienne.
Tobias Moretti est également metteur en scène d'opéra. Après une production de Don Giovanni à Brégence, il dirige en 2006 La finta giardiniera de Mozart à L'Opernhaus de Zurich. Le 5 décembre 2009, la première de sa production de l'opéra de Haydn Il mondo della luna (Le Monde de la lune) a eu lieu au Theater an der Wien de Vienne. Nikolaus Harnoncourt y dirige le Concentus Musicus Wien. Son intérêt pour l'opéra s'est aussi manifesté par son incarnation du prince Albrecht dans Die Bernauerin de Carl Orff au Volkstheater de Vienne en 1997.

## Filmographie

### Cinéma
- 1988 : Der Fluch : le secouriste de montagne
- 1990 : Der RausschmeiBer : Harry
- 1996 : Workaholic : Max Kruger
- 1997 : Ein Herz wird wieder jung : Dr Paul Degenhardt
- 2006 : Désir d'amour (de) (Der Liebeswunsch) : Leonhard
- 2007 : Midsummer Madness de Alexander Hahn : Peteris
- 2007 : 42 Plus : Martin
- 2008 : 1 1/2 Ritter - Auf der Suche nach der hinreißenden Herzelinde : Schwarzer Ritter
- 2009 : Don Giovanni, naissance d'un opéra : Casanova
- 2009 : Flore negras : Michael Roddick
- 2010 : Goebbels et le Juif Süss : Histoire d'une manipulation (Jud Süß - Film ohne Gewissen) : Ferdinand Marian
- 2012 : Yoko : Thor Van Sneider
- 2013 : Großstadtklein : Manni
- 2014 : Honig im Kopf de Til Schweiger : Dr Holst
- 2014 : The Dark Valley (Das Finstere Tal) d'Andreas Prochaska : Hans Brenner
- 2016 : L'Aigle et l'Enfant de Gerardo Olivares et Otmar Penker : Keller
- 2017 : Cold Hell (Die Hölle) de Stefan Ruzowitzky : Christian Steiner
- 2019 : Une vie cachée de Terrence Malick : Ferdinand Fürthauer
- 2019 : La Leçon d'allemand (Deutschstunde) de Christian Schwochow : Max Ludwig Nansen
- 2021 : Isolés (de)

### Télévision
- 1986 : Wilhelm Busch (téléfilm) : Wilhelm Busch jeune
- 1990-1993 : Die Piefke-Saga (série télévisée) : Josef Rotter
- 1994-1998 : Rex, chien flic (Kommissar Rex) (série télévisée) : Richard Moser
- 1995 : Unser Opa ist der Beste (téléfilm) : Wolfgang Ohr
- 1997 : Die Bernauerin (téléfilm) : Herzog Albrecht
- 1997 : Mein Opa und die 13 Stühle (téléfilm) : Ohr
- 1997 : Das ewige Lied (téléfilm) : pasteur Joseph Mohr
- 1998 : Clarissa (téléfilm) : Gottfried
- 1998 : Krambambuli (de) (téléfilm) : Wolf Pachler
- 1998 : Mia, Liebe meines Lebens (série télévisée) : Johnny Ryan
- 1999 : Le Plongeon de Véra (Deine besten Jahre) (Téléfilm) : Manfred Minke
- 1999 : Ombre (téléfilm) : Davide Berger
- 2000 : Gli amici di Gesù - Giuseppe di Nazareth (téléfilm) : Joseph
- 2000 : Wenn Männer Frauen trauen (téléfilm) : Paul
- 2000 : Pillage en eaux troubles (Das Tattoo - Tödliche Zeichen) (téléfilm) : Karl
- 2001 : Der Tanz mit dem Teufel - Die Entführung des Richard Oetker (téléfilm) : Georg Kufbach
- 2002 : Le fou et sa femme ce soir dans Pancomédia (Der Narr un seine Frau heute Abend in Pancomedia) (téléfilm) : Zacharias Werner
- 2002 : Jules César (Julius Caesar) (série télévisée) : Caius Cassius
- 2002 : Nous irons plus au bois (All Around the Town) (téléfilm) : Billy Hawkins
- 2003 : L'hiver des enfants (Schwabenkinder) (téléfilm) : le coopérateur
- 2004 : The Return of the Dancing Master (téléfilm) : Stefan Lindmann
- 2004 : Jedermann (téléfilm) : Teufel
- 2004 : Käthchens Traum (téléfilm) : Wetter vom Strahl
- 2005 : Speer und Er (série télévisée) : Adolf Hitler
- 2006 : Mord auf Rezept (Téléfilm) : Luis Kramar
- 2007 : Du gehörst mir (Téléfilm) : Wolf
- 2007 : La Fille du pirate (Die Schatzinsel, téléfilm) : Long John Silver
- 2008 : Das jüngste Gericht (Téléfilm) : Thomas Dorn
- 2009 : Collection Fred Vargas : L'Homme à l'envers de Josée Dayan (série télévisée) : Lawrence
- 2009 : Geliebter Johann geliebte Anna (Téléfilm) : Erzherzog Johann
- 2011 : Amigo, la fin d'un voyage (Téléfilm) : Amigo Steiger
- 2012 : Appelez le 112 (Die Geisterfahrer) (téléfilm) : Freddy Kowalski
- 2013 : Harcèlement (Mobbing) (téléfilm) : Jo Rühler
- 2017 : Marie de Bourgogne d'Andreas Prochaska (mini-série) : Frédéric III
- 2018 : Bad Banks (série) de Christian Schwochow : Quirin Sydow
- 2020 : Louis van Beethoven (téléfilm) de Niki Stein : Ludwig van Beethoven

## Doublage
D'abord doublé par Joël Martineau dans la série Rex, chien flic, Tobias Moretti est principalement doublé par Jérôme Keen depuis 2010.

## Théâtre
- 2013 : Der Weibsteufel, de Karl Schöner, mise en scène Martin Kusej, à l'Odéon - Théâtre de l'Europe.

## Récompenses
- 1987 : prix de l’Académie bavaroise des Arts (Théâtre) : Meilleur acteur de l’année
- 1987 : Le prix de l’État allemand (Deutscher Staatspreis) (Théâtre) : Meilleur jeune acteur
- 1994 : Le Lion d’or (Goldener Löwe) RTL Television (chaîne privée allemande)  pour Rex, chien flic
- 1994 : Le Câble d’or (Das Goldene Kabel) - Munich - Catégorie Prix des Médias pour Rex, chien flic
- 1995 : prix de la télévision bavaroise pour Rex, chien flic
- 1995 : Le Romy : Meilleur acteur de série télévisée
- 1996 : Le Romy : Meilleur acteur de série télévisée
- 1997 : Le Romy : Meilleur acteur de série télévisée
- 1998 : Le Telegatto pour Rex, chien flic
- 1999 : Le prix Adolf-Grimme (prix prestigieux pour les émissions de télévision décerné par l’institut Grimme de Marl) pour Krambambuli (1998)
- 2001 : Le Romy : Meilleur acteur
- 2002 : Le prix Adolf-Grimme pour Der Tanz mit dem Teufel
- 2003 : Le Romy : Meilleur acteur
- 2004 : Le Romy : Meilleur acteur
- 2004 : prix de la télévision bavaroise pour Schwabenkinder
- 2004 : Nomination aux prix de la télévision allemande : Meilleur acteur (films télévisés) pour The Return of the Dancing Master
- 2005 : Nomination aux prix Nestroy
- 2005 : La Gertrud-Eysoldt-Ring (récompense de théâtre de la ville de Bensheim) pour son rôle principal dans La Fortune et la Mort du roi Ottokar  de Franz Grillparzer
- 2007 : nomination aux Romy : Meilleur acteur
- 2008 : nomination aux Romy : Meilleur acteur
- 2009 : nomination aux Romy : Meilleur acteur
- 2011 : Le Vienna Film Award
- 2011 : Nomination aux prix du cinéma autrichien : Meilleur acteur masculin pour Goebbels et le Juif Süss : Histoire d'une manipulation
- 2012 : La décoration de la province du Tyrol (Ehrenzeichen des Landes Tirol), elle honore des personnalités qui se sont fait un nom grâce à leur implication politique, économique, culturelle ou humanitaire au Tyrol.
- 2013 : Nomination aux Prix de la télévision bavaroise : Meilleur acteur principal pour le téléfilm Harcèlement
- 2013 : prix du film bavarois pour ses rôles dans le western The Dark Valley  (Das finstere Tal) et Hirngespinster (drame allemand)
- 2014 : nomination aux Romy : Meilleur acteur
- 2014 : Le Lola (prix du cinéma allemand) pour son rôle dans le Western The Dark Valley (Das finstere Tal)
- 2015 : nomination aux prix du cinéma autrichien pour son rôle dans le western The Dark Valley (Das finstere Tal)
- 2015 : nomination aux Romy : Meilleur acteur
- 2015 : grand prix d’interprétation au festival du film « Diagonale » de Salzbourg
- 2015 : nomination pour la Nymphe d’or du meilleur acteur principal au Festival de télévision de Monte-Carlo pour le film Das Zeugenhau
- 2015 : nomination aux prix Adolf-Grimme pour le film Das Zeugenhaus
- 2015 : Bambi du meilleur acteur (prix annuels des médias et de la télévision décernés par Burda en Allemagne) [3]
- 2015 : AZ-Stern des Jahres  (L'Étoile de l’année décernée par l’Abendzeitung) pour Luis Trenker – Der schmale Grat der Wahrheit  (film télévisé)
- 2016 : Nomination aux prix de la télévision allemande : Meilleur acteur pour  Luis Trenker – Der schmale Grat der Wahrheit, Mordkommission Berlin 1 et Das Zeugenhaus
- 2016 : Le Romy : Meilleur acteur de cinéma/téléfilm [4]
- 2016 : L’Autrichien de l’année, catégorie Patrimoine : (prix décerné pour contribution exceptionnelle dans divers domaines, les gagnants sont choisis par le quotidien autrichien Die Presse en collaboration avec l' Österreichischer Rundfunk) [5]
- 2016 : Le Green Brands – Personnalité autrichienne [6]
- 2017 : Le Romy : Meilleur acteur de cinéma/téléfilm
- 2017 : nomination à la Caméra d’or (Hambourg) en tant que meilleur acteur allemand
- 2017 : Le Tyrolien de l’année : Étoile de cristal décernée par le gouverneur de la province de Vienne [7]
- 2017 : nomination aux prix Nestroy, catégorie meilleur acteur principal pour  Jedermann
- 2018 : nomination aux prix du cinéma autrichien catégorie meilleur acteur principal pour Cold Hell